# Henrika Langus
Henrika Langus, slovenska slikarka, * 15. julij 1836, Ljubljana, † 19. julij 1876, Ljubljana.
Po smrti očeta Janeza jo je vzgajal in učil slikarstva stric Matej Langus. Po njegovi smrti je nadaljevala študij na Dunaju in v Dresdnu. Slikala je portrete, krajine in verske motive. 